# Forma do Universo
A forma do universo é um nome informal de um tema de investigação dentro da cosmologia. Os cosmólogos e os astrônomos descrevem a geometria do universo que inclui a geometria local, ou seja, a forma do universo observável e a geometria global, que trata de descrever o espaço-tempo completo.
A forma global do universo pode ser descrita com três atributos: (a) Finito ou infinito, (b) Plano (sem curvatura), aberto (curvatura negativa) ou fechado (curvatura positiva), ou  por conectividade, como o universo é montado, ou seja, simplesmente  (c) um espaço conectado ou multiplicado.

## Introdução
As considerações sobre a forma do universo podem ser divididas em duas partes; a geometria local trata especialmente a curvatura do universo observável, enquanto que a geometria global trata particularmente a topologia do universo como tal — a que pode ou não estar ao alcance de nossas habilidades para medir.
A extrapolação da geometria local do espaço à geometria do Universo inteiro não é senão uma estância ontológica de interpretação a respeito de como coexistem o espaço e o tempo. O pensamento atual diz que o espaço e o tempo tem que ser considerados como dois aspectos de um único 'espaço-tempo'. Entretanto ainda segue tendo sentido falar-se sobre conceitos tridimensionais referentes ao Universo, como o volume de Hubble.
Em geral, as distintas hipóteses trabalham sobre a ideia de um universo onde a média de massa está uniformemente distribuída. As medidas astronômicas e cosmológicas mostram que, a grandes distâncias, o universo é homogêneo e isotrópico, o que quer dizer que se comporta com as características próprias dos corpos cujas propriedades físicas não dependem da direção, o que leva os cosmólogos a tratar o universo de maneira similar a um fluido ou gás. O universo está em expansão e aceleração.
Ao nível do universo observável, é a teoria da relatividade  que gera as geometrias que se descrevem, baseadas na distância no espaço-tempo. A geometria local também pode ser descrita pela geometria tridimensional tradicional (euclidiana). De fato, a geometria local, junto com a observação direta e outras medidas astronômicas, é utilizada para reduzir as possibilidades da geometria global em uma topologia tridimensional. No estudo da geometria global, para propor a forma do universo se dispõe da teoria da relatividade e das demais restrições impostas pela geometria do universo observável.
Algumas teorias propõe o universo como tendo uma forma plana, o que quer dizer que, partindo desde um ponto exato, se pode percorrer o universo linearmente e infinitamente. Pelo contrário, outras teorias afirmam que o universo é circular ou esférico, com uma forma análoga a de um balão ou de uma bolha. Isto quer dizer que, percorrendo o universo linearmente em qualquer direção, sempre passaremos pelo mesmo lugar novamente. O universo neste caso seria finito.
Alguns estudos, da NASA e outros, mostram que, seguindo com a teoria da relatividade e o tempo, de alguma forma as imagens percebidas se distorcem apenas localmente seguindo uma curva. Isto indicaria que o universo em sua maior extensão observável e mensurável é plano, com somente 2% de margem de erro estimado nas medições.

## Geometria local (curvatura espacial)
A geometria local é a que corresponde à curvatura que descreve qualquer ponto arbitrário no universo observável (feita uma média sobre uma escala suficientemente grande). Muitas observações astronômicas, tais como as de uma supernova e as da radiação cósmica de fundo em micro-ondas, mostram um universo observável bastante homogêneo e isotrópico, e se deduz que sua expansão está em aceleração (isto leva a uma representação do espaço-tempo reduzida a três dimensões não ao formato de cone, mas de um "trompete"). Na Relatividade Geral, é modelada pela métrica de Friedman-Lemaître-Robertson-Walker. Este modelo, que pode ser representado pelas equações de Friedmann, proporciona uma curvatura (comumente chamada geometria) do universo baseado na matemática da dinâmica dos fluidos, por exemplo modelando a matéria dentro do universo como um fluido perfeito. Ainda que as estrelas e grandes estruturas possam ser chamadas como um "quase modelo FLRW", quer dizer que supõe homogeneidade e isotropia e que se assume que o componente espacial da métrica pode ser dependente do tempo, estritamente um modelo FLRW é usado para aproximar a geometria local do universo observável.
Outro caminho para estabelecer a geometria local propõe que, se todas as formas de energia escura são ignoradas, então a curvatura do universo pode ser determinada medindo a densidade média da matéria que está dentro dele, assumindo que toda a matéria está distribuída uniformemente (melhor que as distorções são causadas por objetos 'densos' como galáxias). Esta suposição é justificada pelas observações que, quando o universo é "debilmente" heterogêneo, está sobre a média homogêneo e isotrópico. O universo homogêneo e isotrópico dá lugar a uma interpretação da geometria espacial com uma curvatura constante. Um aspecto da geometria local, surgida da aplicação da Relatividade Geral e o modelo de FLRW, é que o parâmetro de densidade, Omega (Ω), está relacionado com a curvatura de espaço. Omega é a densidade média do universo dividida pela densidade da energia crítica, quer dizer a requerida para que o universo seja plano (sem curvatura). A curvatura do espaço é uma descrição matemática que se baseia se a hipótese do teorema Pitagórico é realmente válida para ser aplicada em coordenadas espaciais no mundo físico. Nesta suposição, o teorema proporciona uma fórmula alternativa para expressar relações locais entre distâncias.
Se a curvatura é zero, então Ω = 1, e o teorema de Pitágoras é correto em ser aplicado ao mundo físico. Caso Ω > 1, haverá uma curvatura positiva, e se Ω < 1, haverá uma curvatura negativa; em qualquer destes dois casos o teorema de Pitágoras seria incorreto em ser aplicado a realidade (mas as discrepâncias só se podem detectar nos triângulos cujas longitudes de seus lados são de uma escala cosmológica, preservando uma geometria clássica para as pequenas distâncias e situações não relativísticas). Medem-se as circunferências dos círculos de diâmetros regularmente maiores e dividem-se o antigo pelo posterior, as três geometrias nos dão o valor π para os diâmetros suficientemente pequenos, mas o raio não deixa de ser π  para diâmetros maiores, a não ser que π = 1. Para Ω > 1 (a esfera, ver diagrama) o raio é menor que π: de fato, um grande círculo em uma esfera tem uma circunferência somente duas vezes seu diâmetro. Para Ω < 1 , a relação de transformação nos dá maior que π.
As medidas astronômicas da densidade da matéria-energia dos intervalos do universo e do espaço-tempo que usam eventos de supernovas obrigam a curvatura espacial a ser muito próxima de zero, ainda que não obriguem sua certeza e tais medidas apresentam profundas implicações para toda a cosmologia. Isto significa que as geometrias locais são geradas pela teoria da relatividade baseada em intervalos de espaço-tempo, e podem se aproximar da geometria euclidiana.

### Geometrias locais
Existem três categorias para as possíveis geometrias espaciais de curvatura constante, dependendo do sinal da curvatura. Se a curvatura é exatamente zero, então a geometria local é plana; se é positiva, então a geometria é esférica, e se é negativa então a geometria local é hiperbólica.

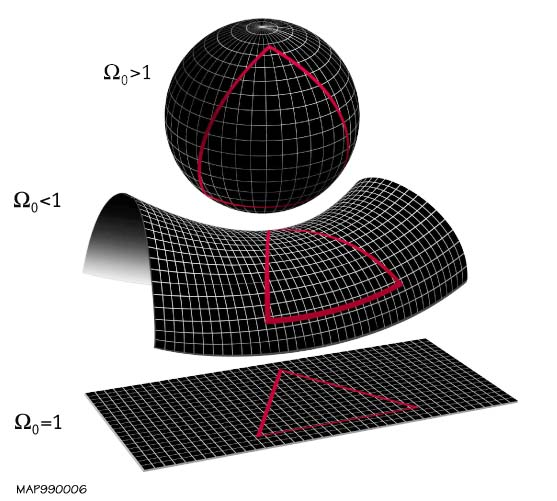
A geometria local do universo se determina aproximadamente Ômega é menor que, igual a ou maior que 1. De cima para baixo: um universo esférico ("riemanniano" ou de curvatura positiva), um universo hiperbólico ("lobachevskiano" ou de curvatura negativa), e um universo plano ou de curvatura 0.

A geometria do universo é usualmente representada no sistema de distância apropriada, segundo a qual a expansão do universo pode ser ignorada. As coordenadas da distância apropriada formam um só marco de referência segundo o qual o universo possui uma geometria estática de três dimensões espaciais.
Assumindo-se que o universo é homogêneo e isotrópico, a curvatura do universo observável, ou da geometria local, está descrita em uma das três geometrias "primitivas":
- Geometria euclidiana de três dimensões, em geral denotada por E³;
- Geometria esférica de três dimensões com uma pequena curvatura, em geral denotada por S³;
- Geometria hiperbólica de três dimensões com uma pequena curvatura, em geral denotada por H³.

Se o universo não for exatamente plano, a curvatura espacial será suficientemente próxima de zero de modo que o raio esteja aproximadamente no horizonte do universo observável, ou mais além.
Na geometria clássica euclidiana, o quinto postulado leva a estas conclusões: por um ponto só pode passar uma reta paralela (de fato a definição típica de paralela é a de uma reta que nunca se encontra com outra). Disto também se conclui que a soma dos ângulos internos dos triângulos é sempre = 180°.

## Curvatura do universo
A curvatura é uma quantidade que descreve como a geometria de um espaço difere localmente da do espaço plano. A curvatura de qualquer espaço localmente isotrópico (e, portanto, de um universo localmente isotrópico) se enquadra em um dos três casos a seguir:
1. Curvatura zero (plana); os ângulos de um triângulo desenhado somam 180° e o teorema de Pitágoras se mantém; esse espaço tridimensional é modelado localmente pelo espaço euclidiano E3;

1. Curvatura positiva; os ângulos de um triângulo desenhado somam mais de 180°; esse espaço tridimensional é modelado localmente por uma região de uma esfera tridimensional S3;
2. Curvatura negativa; os ângulos de um triângulo desenhado somam menos de 180°; esse espaço tridimensional é modelado localmente por uma região de um espaço hiperbólico H3.

Geometrias curvas estão no domínio da geometria não euclidiana. Um exemplo de um espaço curvado positivamente seria a superfície de uma esfera como a Terra. Um triângulo desenhado do equador a um polo terá pelo menos dois ângulos iguais a 90°, o que torna a soma dos três ângulos maior que 180°. Um exemplo de superfície curva negativa seria a forma de uma sela ou passo de montanha. Um triângulo desenhado em uma superfície de sela terá a soma dos ângulos que somam menos de 180°.
A relatividade geral explica que massa e energia dobram a curvatura do espaço-tempo e são usadas para determinar qual curvatura o universo possui usando um valor chamado parâmetro de densidade, representado por Omega (Ω). O parâmetro de densidade é a densidade média do universo dividida pela densidade de energia crítica, ou seja, a energia de massa necessária para que um universo seja plano. Dito de outra maneira:
- Se Ω = 1, o universo é plano;
- Se Ω > 1, há curvatura positiva;
- se Ω < 1, há curvatura negativa.

Pode-se calcular experimentalmente isso Ω para determinar a curvatura de duas maneiras. Uma é contar toda a energia de massa no universo e tomar sua densidade média e depois dividir essa média pela densidade energética crítica. Dados da sonda de anisotropia de microondas de Wilkinson (WMAP) e da sonda Planck fornecem valores para os três constituintes de toda a energia de massa do universo - massa normal (matéria bariônica e matéria escura), partículas relativísticas (fótons e neutrinos) e energia escura ou a constante cosmológica:
Ωmassa ≈ 0,315±0,018;
Ωrelativística ≈ 9,24×10−5;
ΩΛ ≈ 0,6817±0,0018;
Ωtotal=  Ωmassa + Ωrelativística + ΩΛ=  1,00±0,02.
O valor real do valor crítico da densidade é medido como ρcrítico=  9,47×10−27 kg m−3. A partir desses valores, dentro do erro experimental, o universo parece ser plano.
Outra maneira de medir Ω é fazê-lo geometricamente medindo um ângulo através do universo observável. Podemos fazer isso usando o CMB e medir o espectro de potência e a anisotropia de temperatura. Para uma intuição, pode-se imaginar encontrar uma nuvem de gás que não esteja em equilíbrio térmico devido a ser tão grande que a velocidade da luz não pode propagar a informação térmica. Conhecendo essa velocidade de propagação, sabemos o tamanho da nuvem de gás e a distância da nuvem de gás, temos dois lados de um triângulo e podemos determinar os ângulos.  Usando um método semelhante a este, o experimento BOOMERanG determinou que a soma dos ângulos de 180° dentro do erro experimental, correspondendo a um  Ωtotal ≈ 1,00±0,12.
Essas e outras medidas astronômicas restringem a curvatura espacial a estar muito próxima de zero, embora não restrinjam seu sinal. Isso significa que, embora as geometrias locais do espaço-tempo sejam geradas pela teoria da relatividade com base em intervalos de tempo-espaço, podemos aproximar o espaço tridimensional pela geometria euclidiana.
O modelo de Friedmann-Lemaître-Robertson-Walker (FLRW) usando as equações de Friedmann é comumente usado para modelar o universo. O modelo FLRW fornece uma curvatura do universo com base na matemática da dinâmica de fluidos, ou seja, modelando a matéria dentro do universo como um fluido perfeito. Embora estrelas e estruturas de massa possam ser introduzidas em um modelo "quase FLRW", um modelo estritamente FLRW é usado para aproximar a geometria local do universo observável.  Outra maneira de dizer isso é que, se todas as formas de energia escura forem ignoradas, a curvatura do universo poderá ser determinada medindo a densidade média da matéria dentro dele, assumindo que toda a matéria seja distribuída uniformemente (em vez das distorções causadas por ' objetos densos como galáxias). Essa suposição é justificada pelas observações de que, embora o universo seja "fracamente" não homogêneo e anisotrópico (veja a estrutura em larga escala do cosmos), ele é, em média, homogêneo e isotrópico.
Os pesquisadores de 2019 provocaram um debate significativo entre os cosmólogos, alegando que os dados do observatório espacial de Planck sugerem que o Universo é uma esfera - não plana, como sugere a teoria convencional atual. Os cientistas estudaram os dados do observatório espacial de Planck alegaram que há provas de que o Universo está fechado - que ele tem a forma de uma esfera. Eles sugerem que, se iluminar duas luzes na escuridão do espaço, a luz acabará retornando para você por trás. Segundo os cientistas, uma discrepância entre a concentração de matéria escura e energia escura e a expansão externa faria o Universo entrar em colapso, resultando em uma esfera. O estudo também sugeriu que também existem outros problemas com a teoria dos planos. Por exemplo, os cientistas não conseguiram quantificar a constante de Hubble com precisão.